# Jarny
Jarny ist eine französische Gemeinde mit 8090 Einwohnern (Stand 1. Januar 2022) im Département Meurthe-et-Moselle in der Region Grand Est (bis 2015 Lothringen). Sie gehört zum Arrondissement Val-de-Briey und ist Mitglied im Gemeindeverband Communauté de communes Orne Lorraine Confluences. Die Bewohner werden Jarnysiens und Jarnysiennes genannt.
Die Gemeinde erhielt 2023 die Auszeichnung „Drei Blumen“, die vom Conseil national des villes et villages fleuris (CNVVF) im Rahmen des jährlichen Wettbewerbs der blumengeschmückten Städte und Dörfer verliehen wird.

## Geografie
Die Gemeinde liegt im nördlichen Teil des Départements an der Orne, etwa 20 Kilometer westlich von Metz an der Autoroute A4.
Umgeben wird Jarny von den acht Nachbargemeinden:
| Conflans-en-Jarnisy | Labry                                       | Giraumont             |
| Friauville          | Kompassrose, die auf Nachbargemeinden zeigt | Doncourt-lès-Conflans |
| Brainville          | Ville-sur-Yron                              | Bruville              |

## Geschichte
Die Gemeinde existiert seit dem Mittelalter. Im 20. Jahrhundert gab es hier mehrere Eisenminen.
| Jahr      | 1962 | 1968 | 1975 | 1982 | 1990 | 1999 | 2009 | 2019 |
| Einwohner | 9224 | 9236 | 9287 | 8849 | 8401 | 8607 | 8535 | 8219 |

## Sehenswürdigkeiten
- Schloss Moncel als Festes Haus im 13. Jahrhundert errichtet, im 19. Jahrhundert als Schloss umgestaltet
- Pfarrkirche Saint-Maximin aus dem 13. und 15. Jahrhundert (seit 1982 als Monument historique eingeschrieben)
- Kapelle Saint-Joseph in Droitaumont aus dem 20. Jahrhundert, desakralisiert
- Kapelle Notre-Dame-du-Rail aus dem 20. Jahrhundert, desakralisiert

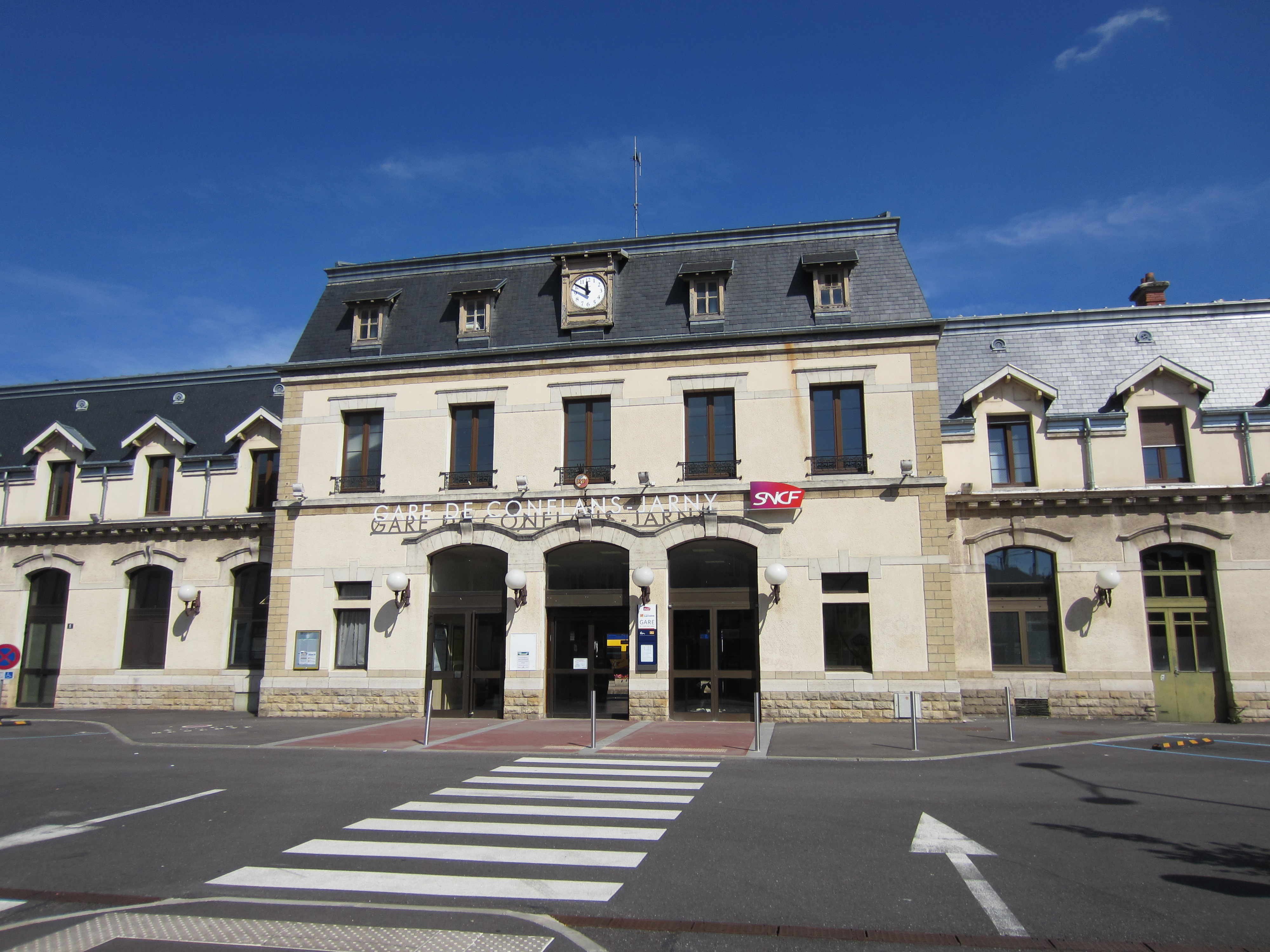
Bahnhofsgebäude Conflans-Jarny

- Bahnbetriebswerk mit historischen Personenwagen (Wagen als Monuments historiques)

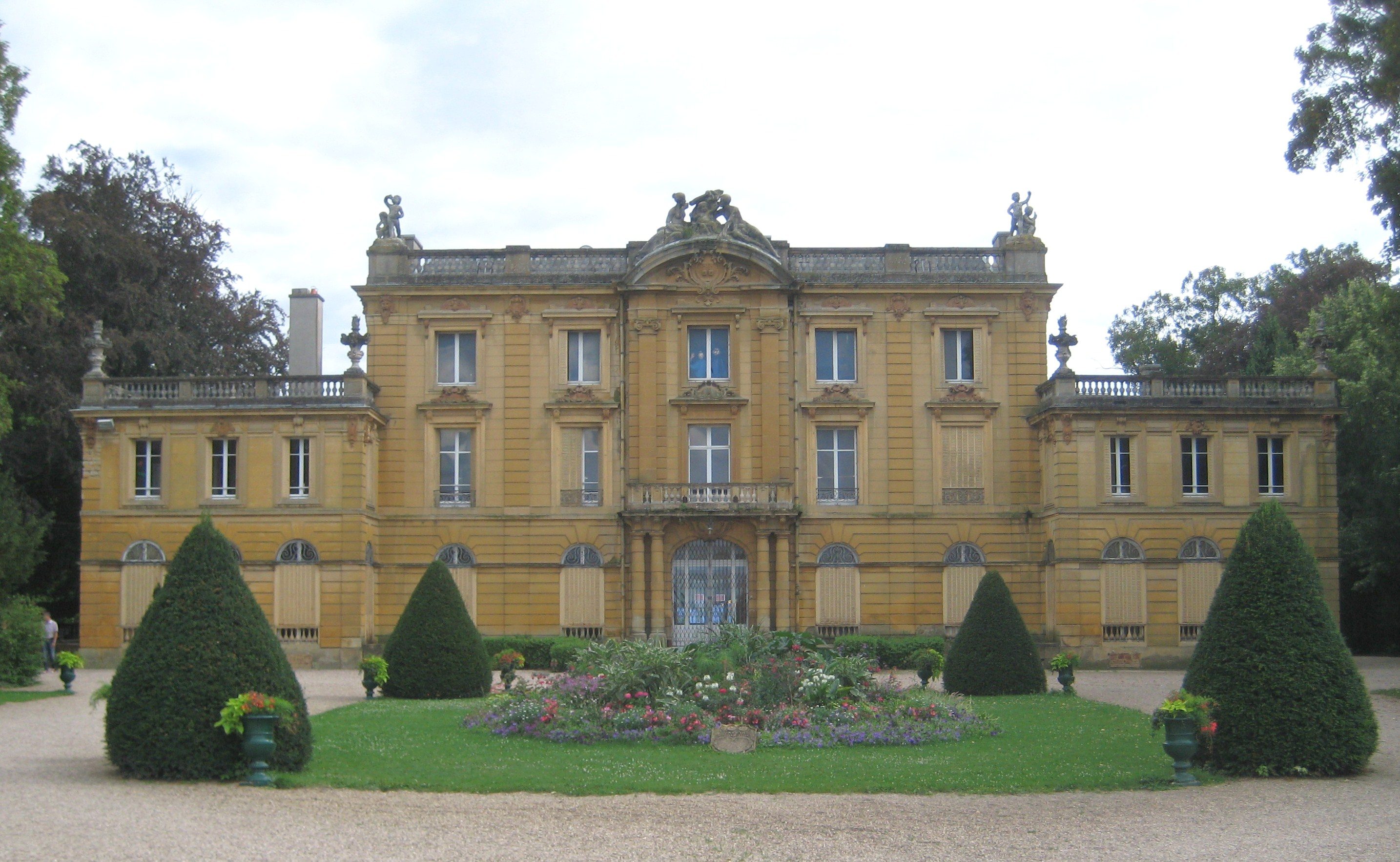
Schloss Moncel
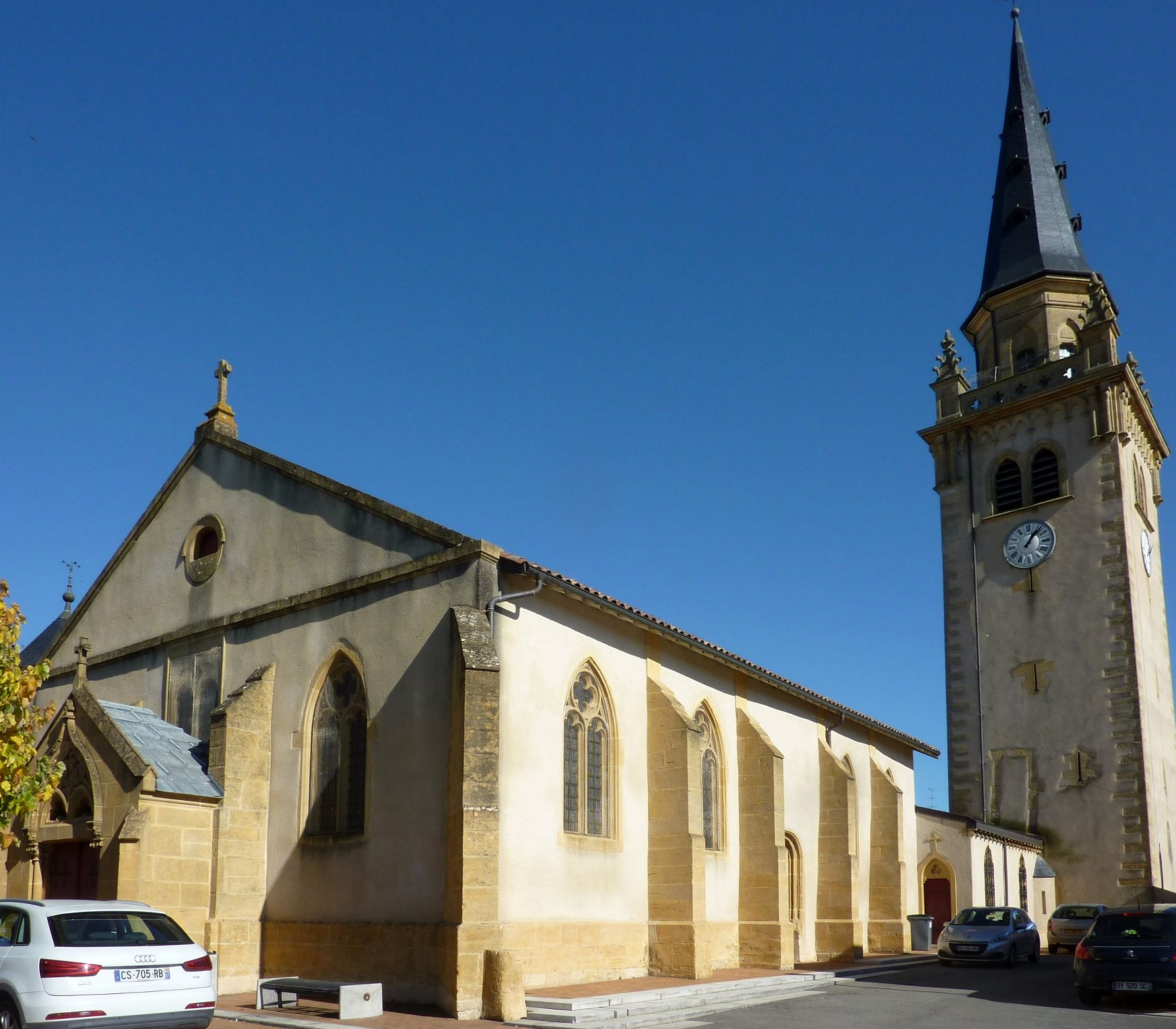
Pfarrkirche St-Maximin
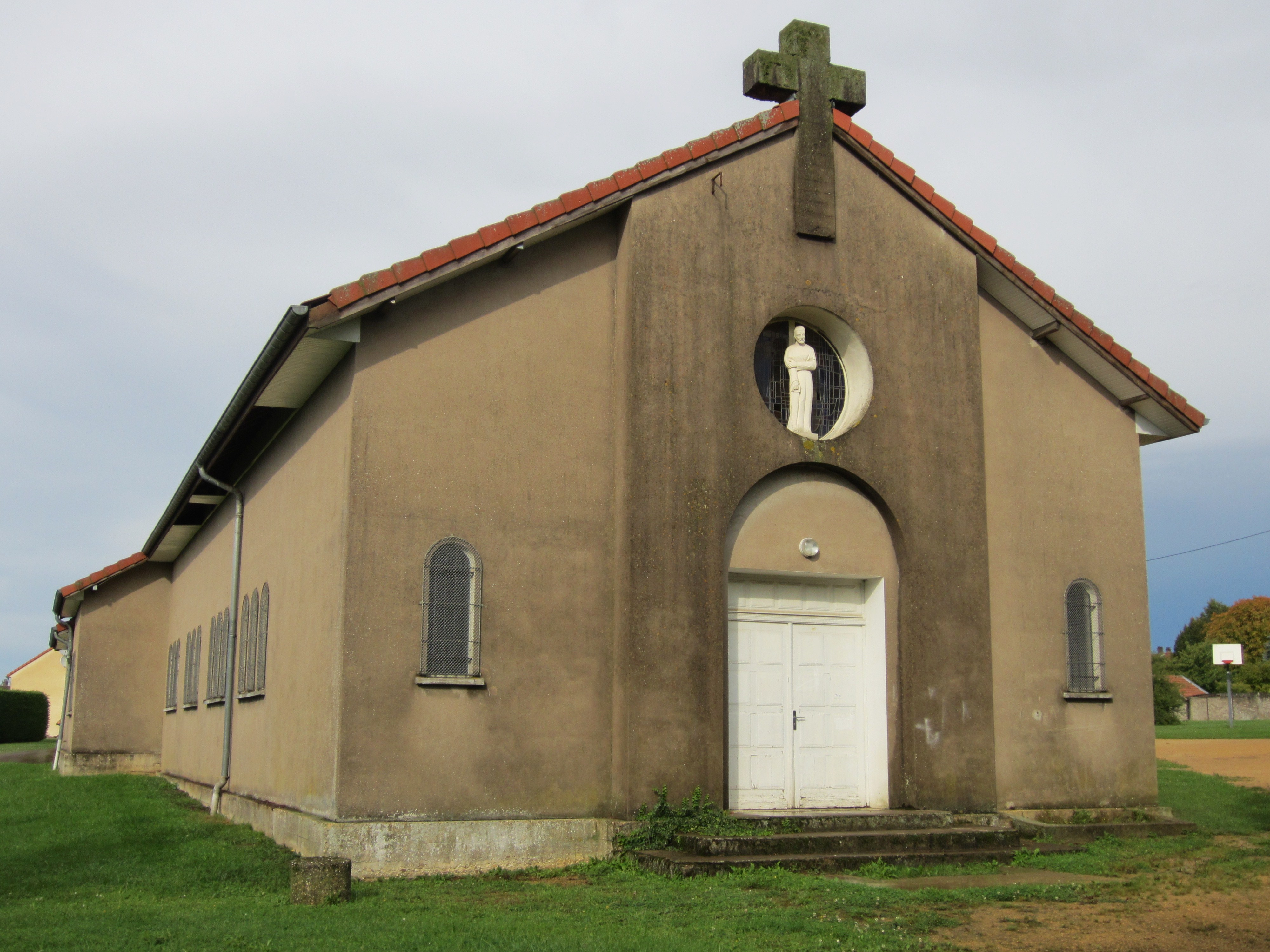
Kapelle Saint-Joseph
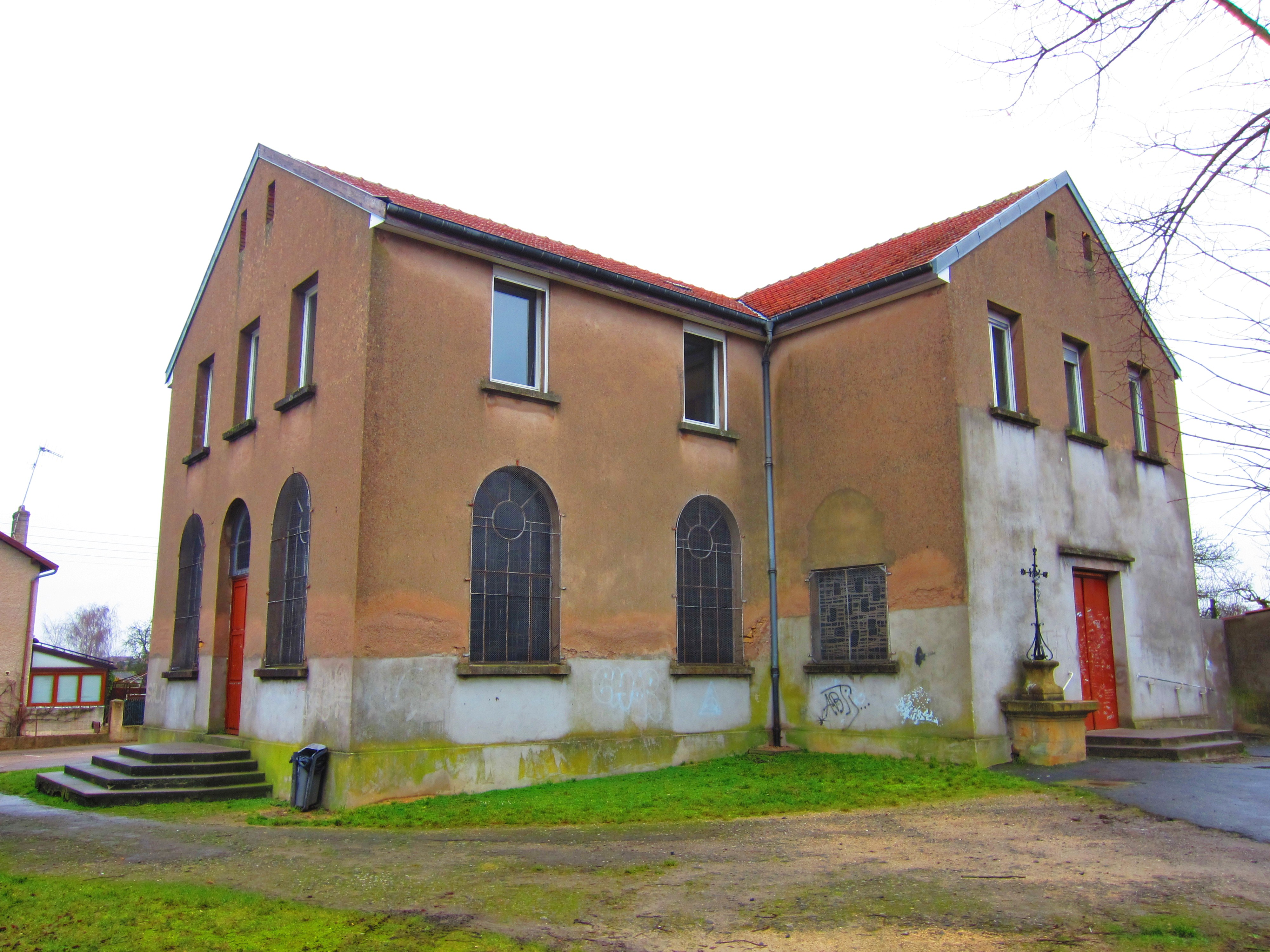
Kapelle Notre-Dame-du-Rail

## Verkehr
Im Bahnhof Conflans-Jarny treffen die Bahnstrecken Saint-Hilaire-au-Temple–Hagondange, Longuyon–Pagny-sur-Moselle und Conflans-Jarny–Metz aufeinander.

## Städtepartnerschaften
- seit 1966: Linkenheim-Hochstetten (Baden-Württemberg)
- seit 1969: Gröditz (Sachsen)
- seit 2004: Popoli (Provinz Pescara), Italien